# Donnersbachklamm

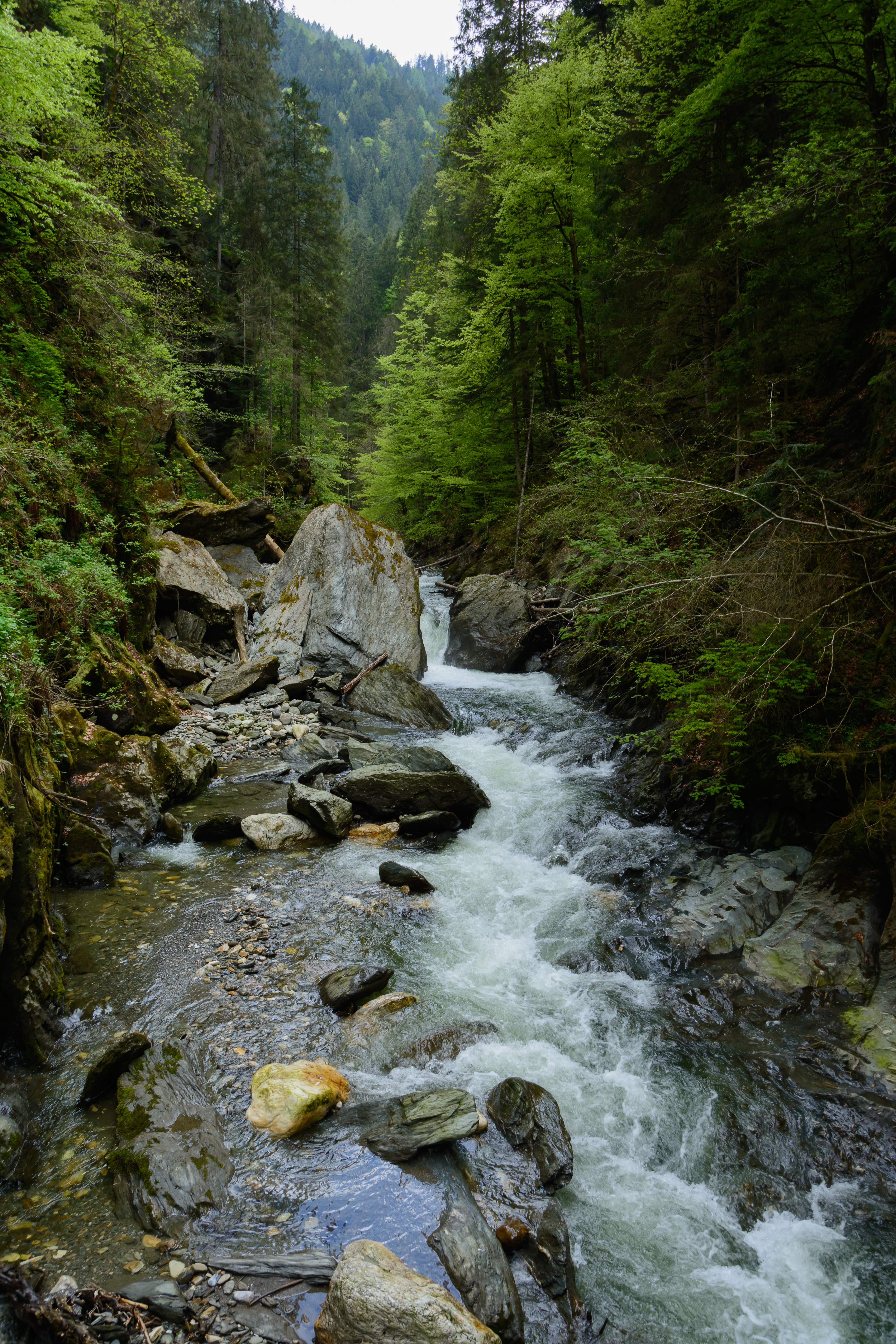
Donnersbachklamm

Die Donnersbachklamm in der Gemeinde Donnersbach ist eine Schlucht an den nördlichen Abfällen der Rottenmanner und Wölzer Tauern im Ennstal und ist seit 1991 ein Naturdenkmal der Steiermark.

## Entstehung
Mit Beendigung der letzten großen Eiszeit vor rund 12 000 Jahren bildeten die abschmelzenden Gletscher Schluchten in dem Quarz-Phyllitgesteinen der Niederen Tauern. Im Laufe der Jahrtausende grub sich das abfließende Wasser des Donnersbaches durch das weiche Gestein und schuf diese Klamm.

## Geschichte
Seit Jahrhunderten bis zum Bau der Straße wurde auf dem schmelzwasserführenden Donnersbach Holz talwärts befördert. Diese Transportart nannte man Triften. Entlang der Donnersbachklamm wurde dafür ein Triftsteig errichtet, um bei Verklausungen des Holzes einschreiten zu können. Am Klammausgang, wo sich die Schlucht wieder weitet, wurde ein Auffangrechen gebaut. Das Holztriften und das Eingreifen bei Verklausungen in dem reißenden und wilden Wasser war eine sehr gefährliche Arbeit. 1936 wurde dieser Triftsteig auch für Besucher geöffnet, 1961 fand die letzte Holztrift statt. Der Steig wurde im Laufe der Jahre mehrmals ausgebaut und wird seitdem Klammsteig genannt.

## Donnersbachklamm-Rundweg und Klammsteig

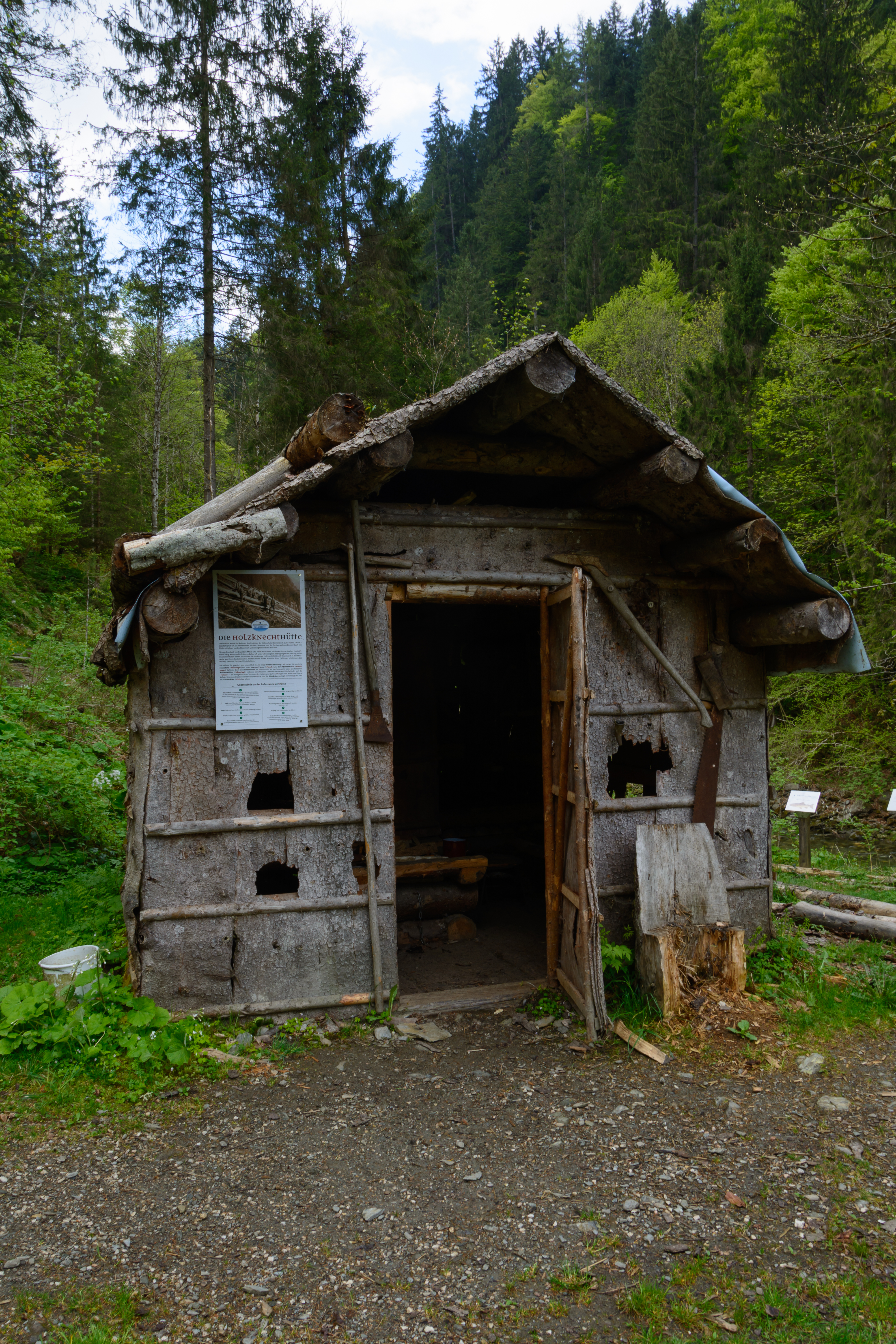
Holzknechthütte

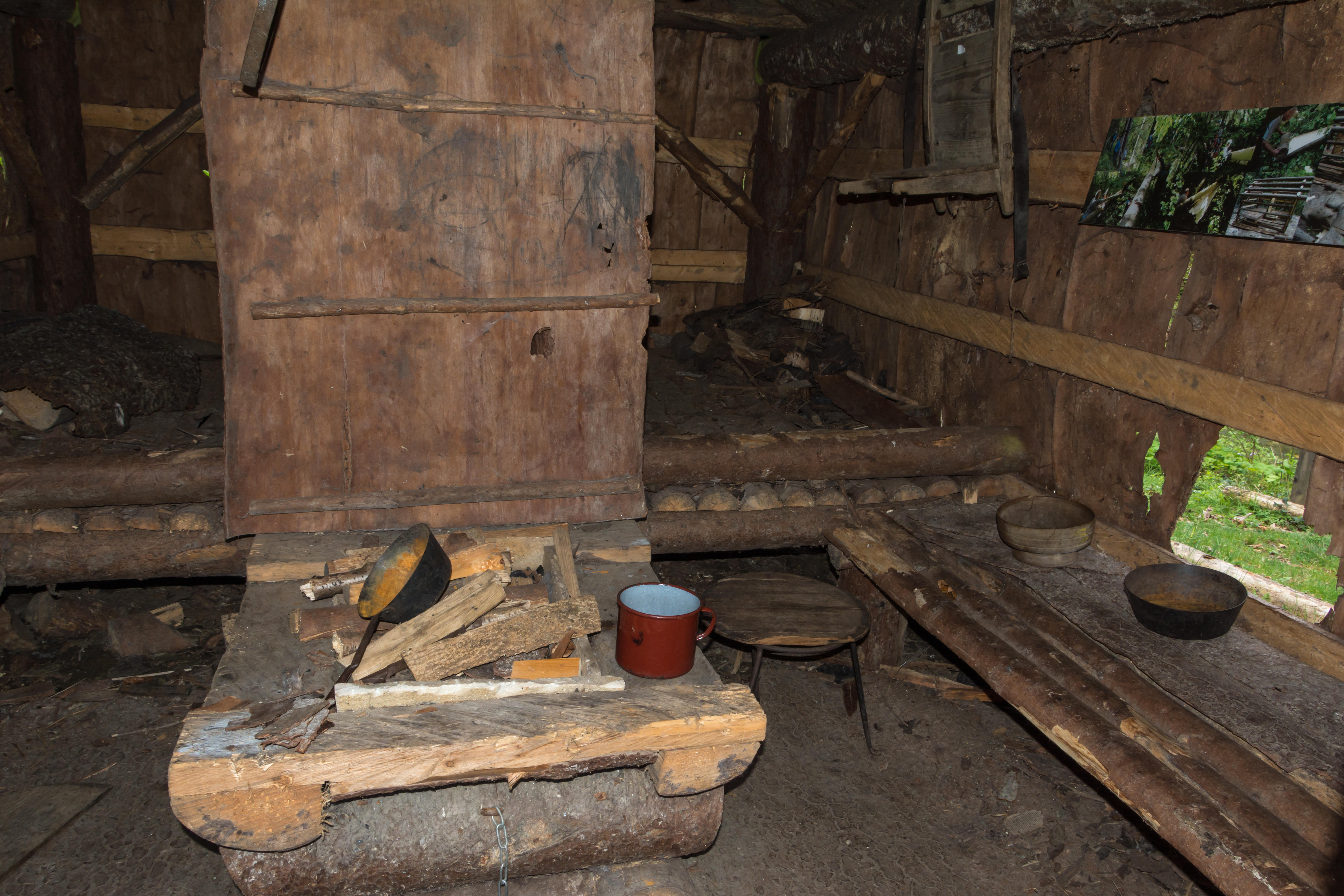
Innenraum der Holzknechthütte

Ausgangspunkt dieser rund zweistündigen, leichten Wanderung ist der Gasthof Leitner in Donnersbach. Der markierte Wanderweg führt südwärts entlang des Donnersbaches. Kurz danach führt der Weg auf den Klammsteig. Nach etwa einer Viertelstunde Gehzeit erreicht man den Teil der Klamm, der als Naturdenkmal unter Schutz steht. Dort befinden sich die Rekonstruktion einer originalen Holzknechthütte sowie ein Modell eines Triftrechens. Entlang des ehemaligen Triftsteiges sind Informationstafeln aufgestellt. Bei der sogenannten Klammsteigruhe und dem Felstunnel verlässt man den Klammsteig. Der Wanderweg führt über einen Forstweg wieder zurück zum Ausgangspunkt.